# Gerd Lausen
Gerd Lausen (* 16. August 1928 in Kiel; † 30. November 1993 ebenda) war ein deutscher Politiker (CDU). Er war von 1973 bis 1978 Finanzminister des Landes Schleswig-Holstein und von 1979 bis 1992 Chef der schleswig-holsteinischen Landesbank.

## Leben und Beruf
Nach dem Abitur absolvierte Lausen ein Studium der Rechts- und Staatswissenschaften an der Christian-Albrechts-Universität Kiel, welches er 1950 mit dem ersten juristischen Staatsexamen beendete. Nach Ableistung des Referendariats bestand er 1955 auch das zweite juristische Staatsexamen. Anschließend war er zunächst als Anwaltsassessor tätig und von 1957 bis 1961 Geschäftsführer der Arbeitsgemeinschaft Deutsches Schleswig. 1961 trat er als Assessor in die Verwaltung des Kreises Flensburg ein.
Von 1979 bis 1992 war Lausen Chef der Landesbank Schleswig-Holstein.
Gerd Lausen war verheiratet und hatte zwei Kinder.

## Partei
Seit 1962 war Lausen Mitglied der CDU.

## Abgeordneter
Lausen gehörte von 1967 bis zu seinem Ausscheiden am 31. Dezember 1978 dem Landtag von Schleswig-Holstein an. Hier war er von 1970 bis 1973 Vorsitzender der CDU-Landtagsfraktion und von 1971 bis 1973 Vorsitzender des Finanzausschusses.
Gerd Lausen ist stets als direkt gewählter Abgeordneter des Wahlkreises Flensburg-Land in den Landtag eingezogen.

## Öffentliche Ämter
Lausen war von 1962 bis 1973 Landrat des Kreises Flensburg-Land.
Am 15. Mai 1973 wurde er als Finanzminister in die von Ministerpräsident Gerhard Stoltenberg geführte Landesregierung von Schleswig-Holstein berufen. Wegen seiner Ernennung zum Chef der schleswig-holsteinischen Landesbank schied er am 31. Dezember 1978 aus dem Amt.